# Jens Aaløse
Jens Aaløse (født 26. september 1966 i København)er en dansk civiløkonom og erhvervsleder.
Jens Aaløse blev uddannet civiløkonom (Business Administration and International Management) fra Copenhagen Business School i 2001.
Han var ansat i SAS fra 1986 til 2006, blandt andet som direktør og kom derefter til Nordic Media Link AB og Dansk Reklame Film, hvor han 2006-2010 var administrerende direktør. Derefter blev han administrerende direktør i Danske Spil frem til 2013, hvor han blev koncerndirektør i TDC Group. I 2021 kom han til Maj Invest som partner og direktør.
Han er desuden bestyrelsesformand i Blue Ocean Robotics samt næstformand i Topdanmark.
1. april 2025 tiltræder han som landechef for Netcompany.